# Хрватско-словеначка народна странка
Хрватско-словеначка народна странка (ХСНС; хрв. Hrvatsko-slovenska narodna stranka, словен. Hrvaško-slovenska narodna stranka) била је политичка организација Хрвата и Слованаца у Истри од 1884. до 1926. године.
Оснивачка сједница Хрватско-словенскога клуба Истарскога сабора одржана је 10. јануара 1884. године и она је требало да усклади политички рад хрватских и словеначких заступника, у присуству заступника Августа Јенка, Антуна Крижанца, Винка Замлића, Матка Лагиње и Вјекослава Спинчића. Винко Замлић изабран је за предсједника, а Август Јенко за секретара. Из то клуба настао је и ХСНС, у чијем су организационом обликовању, уз већ наведене политичаре, судјеловали и хрватски заступници Динко Витезић, Матко Мандић, Матко Тринајстић и Динко Тринајстић.
ХСНС није постојао као чврста политичка организација, већ само као изборна коалиција хрватских и словеначких политичара. Финансијска подршка за рад пристизала је од Народне странке Хрватске и Славоније. Политички рад се до 1902. године, када је у Пазину основано Политичко друштво за Хрвате и Словенце у Истри, одвијао путем тршћанског друштва Единост. Предсједник Клуба 1889. постао је Матко Лагиња, а секретар Матко Мандић, што је означило нову, хрватску националну и правашку оријентацију.
Прве несугласице између либералне и католички оријентисане струје унутар ХСНС настале су тек након 1890. године. Сукобима ослабљена странка доживјела је пораз на изборима 1901, али, опоравивши се, након промјене изборнога закона и увођења општега непосреднога и тајнога права гласа, неочекивано је побиједила на изборима за Рајхсрат 1907. године.
До 1914. ХСНС се заузимао за оснивање задруга и кредитних установа, смањење порезног оптерећења и тзв. езонера, за побољшање пољопривреде, изградњу жељезничке и путне мреже, подупирање бродоградње, заната и трговине те за стварање хрватског и словевачког капитала. Заступао је равноправност и сарадњу међу народима у Истри, те уједињење Истре с Хрватском. Инсистирао је на равноправности хрватскога језика у свим тијелима управе и власти у Истри, оснивању хрватских и словенских основних, средњошколских и високошколских установа, те подржавао хрватску и словеначку штампу и оснивање читаоница и културно-умјетничких друштава.
Организована политичка, углавном промотивна активност ХСН, након Први свјетског рата започела је скупштином Единости 3. августа 1919. Тада је донесена одлука о заједничком наступу свих хрватских и словенских грађанских странака и удружења. ХСНС није имао чврсту страначку организацију, већ је снагу црпио из великог броја симпатизера, које је водио мали број национално свјесних активиста (тзв. народњаци). Однос ХСНС према италијанским социјалистима и комунистима изазвао је нетрпељивост због њиховог интернационализма. Свештеник Иван Рејц, вођа католички усмјерене струје, представио је 10. јуна 1920. програм хришћанских социјалиста, који је, према његовом мишљењу, требало да буде одговор на актуелну политичку ситуацију. Срж програма била је у томе да се социјалистима не препусти монопол у борби против капитализма и да се радници и сељаци заштите од комунизма. У програму је подржан захтјев за аутономијом Истре.
Програм је 1921. употпуњен у привредном дијелу и је с њим ХСНС у мају изашао на парламентарне изборе као коалиција хрватских и словеначких грађанских странака у изборним окрузима Горици, Трсту и Истри. Притом се први пут јавља под називом Југословенска народна странка, са знаком листа и гранчице липе. Странка је по снази и броју симпатизера била водећа у Истри, али је на тим изборима, као и на општинскима 1922, због фашистичког притиска и многобројних незаконитости освојила друго мјесто, иза Истарскога националнога блока, коалиције италијанских странака. У италијанском парламенту освојила је једно заступничко мјесто.
Подвојеност на секуларну, либералну (Ј. Вилфан, Едуард Славик, Е. Беседњак, Анте Ивеша, У. Стангер, М. Вратовић) и католичку, конзервативну струју (И. Рејц, Виргилиј Шчек, Јосип Битежник, Божо Милановић) никада није била превладана. Католичка струја штампала је своје новине, Пучки пријатељ, а либерали су као одговор на то почели издавати Стару нашу слогу.
ЈНС се посљедњи пут појавио на изборима 1924. Због забране нефашистичких странака и полититичких друштава 1926, вођство и присталице своју су дјелатност наставили у илегали.